# Liste der Bodendenkmäler in Tyrlaching

Wappen von Tyrlaching

Auf dieser Seite sind die Bodendenkmäler in der oberbayerischen Gemeinde Tyrlaching zusammengestellt. Diese Tabelle ist eine Teilliste der Liste der Bodendenkmäler in Bayern. Grundlage ist die Bayerische Denkmalliste, die auf Basis des Bayerischen Denkmalschutzgesetzes vom 1. Oktober 1973 erstmals erstellt wurde und seither durch das Bayerische Landesamt für Denkmalpflege geführt wird. Die folgenden Angaben ersetzen nicht die rechtsverbindliche Auskunft der Denkmalschutzbehörde.

## Bodendenkmäler in Tyrlaching
| Lage       | Objekt | Akten-Nr.     | Bild |
| ---------- | --- | ------------- | ---- |
| (Standort) | Untertägige mittelalterliche und frühneuzeitliche Befunde im Bereich der Kath. Kirche St. Petrus und Paulus in Oberbuch und ihrer Vorgängerbauten.     | D-1-7941-0257 |      |
| (Standort) | Turmhügel des hohen Mittelalters. | D-1-7942-0157 |      |
| (Standort) | Verebnete Grabhügel vorgeschichtlicher Zeitstellung.                                                                                                   | D-1-7942-0174 |      |
| (Standort) | Untertägige mittelalterliche und frühneuzeitliche Befunde im Bereich der Kath. Pfarrkirche St. Johann Baptist in Tyrlaching und ihrer Vorgängerbauten. | D-1-7942-0175 |      |